# Crescent (John Coltrane)
Crescent is een studioalbum van jazzsaxofonist John Coltrane uit 1964, uitgevoerd door een kwartet bestaande uit McCoy Tyner, Jimmy Garrison, Elvin Jones en Coltrane zelf.
De nummers op het album zijn originele composities van Coltrane waarop hij als leider tenorsaxofoon speelt. Het wordt beschouwd als Coltranes 'donkerste' album. Alleen "Bessie's Blues", en een samba-getinte groove middenin zijn lichter van toon.
De muziek betekent Coltranes terugkeer naar een nauwgezette vorm en structuur, na verscheidene jaren van experimenteren met vrijere vormen, afgewisseld met balladwerk.

## Bezetting
- John Coltrane - tenorsaxofoon
- Jimmy Garrison - bas
- Elvin Jones - drums
- McCoy Tyner - piano

## Tracklist
1. "Crescent" – 8:41
2. "Wise One" – 9:00
3. "Bessie's Blues" – 3:22
4. "Lonnie's Lament" – 11:45
5. "The Drum Thing" – 7:22